# Atrocidades no Estado Livre do Congo
Atrocidades no Estado Livre do Congo, também conhecido como Holocausto do Congo, referem-se a uma série de atrocidades documentadas perpetradas no período de 1885 a 1908, no Estado Livre do Congo (atual República Democrática do Congo) que, na época, era uma colônia sob o domínio pessoal do rei Leopoldo II da Bélgica. Essas atrocidades foram particularmente associadas com as políticas laborais usadas para coletar borracha natural para exportação. Juntamente com as enfermidades epidêmicas, a fome e a queda na taxa de natalidade causada por essas disrupções, as atrocidades contribuíram para um declínio acentuado na população congolesa. A magnitude da queda da população ao longo do período é disputada, mas acredita-se que seja entre um e quinze milhões.
Na Conferência de Berlim de 1884-1885, as potências europeias alocaram a região da Bacia do Congo a uma organização filantrópica privada dirigida por Leopoldo II, que há muito tinha ambições de expansão colonial. O território sob o controle de Leopoldo excedia 2.600.000 km² e, em meio a problemas financeiros, era governado por um pequeno grupo de administradores brancos provenientes de toda a Europa. Inicialmente, a colônia mostrou-se não lucrativa e insuficiente, com o estado sempre próximo da bancarrota. O boom na demanda por borracha natural, abundante no território, criou uma mudança radical na década de 1890 — para facilitar a extração e exportação de borracha, todas as terras "desabitadas" no Congo foram nacionalizadas, com a maioria distribuída a companhias privadas como concessões. Algumas das terras foram reservadas para o estado. Entre 1891 e 1906, as companhias foram autorizadas a fazer o que quisessem com quase nenhuma interferência judicial, sendo que o trabalho forçado e a coerção violenta foram utilizados para recolher a borracha de forma barata e maximizar o lucro. Um exército paramilitar comandado pelos colonos, a Force Publique, também foi criado para fazer cumprir as políticas trabalhistas. Os trabalhadores individuais que se recusaram a participar da coleta de borracha poderiam ser mortos e aldeias inteiras arrasadas. Os administradores brancos individuais também eram livres para satisfazer seu próprio sadismo.
Apesar dessas atrocidades, a principal causa do declínio da população foi a doença. Várias pandemias, nomeadamente a doença do sono africana, a varíola, a gripe suína e a disenteria amébica, devastaram populações indígenas. Só em 1901, estimava-se que 500.000 congoleses haviam morrido de doença do sono. As doenças, a fome e a violência, combinadas reduziram a taxa de natalidade ao mesmo tempo em que o excesso de mortalidade aumentava.
O caso das amputações das mãos dos trabalhadores como castigo alcançou uma notoriedade internacional particular. Essa era uma prática comum entre os soldados da Force Publique, que eram obrigados a justificar cada munição gasta trazendo as mãos de suas vítimas. Esses detalhes foram registrados por missionários cristãos que trabalhavam no Congo e causaram indignação pública quando foram divulgados ao público no Reino Unido, na Bélgica, nos Estados Unidos e em outros lugares. Uma campanha internacional contra o Estado Livre do Congo começou em 1890 e atingiu seu apogeu após 1900 sob a liderança do ativista britânico Edmund Dene Morel. Em 1908, como resultado da pressão internacional, o governo belga anexou o Estado Livre do Congo para formar o Congo Belga e encerrando muitos dos sistemas responsáveis pelos abusos. O tamanho do declínio da população durante o período é objeto de extenso debate historiográfico, e existe um debate aberto sobre se as atrocidades constituem genocídio. Em junho de 2020, na sequência da vandalização das estátuas de Leopoldo II, pela primeira vez na história política da Bélgica, o rei (Filipe) lamentou as atrocidades cometidas no Congo durante o período colonial.